# Zakkur
Zakkur (o Zakir) fue un antiguo rey de Hamath y Luhuti en la región de Nuhašše (actual territorio de Siria). Gobernó alrededor del 785 a. C. Casi toda la información sobre él proviene de su estela basáltica, conocida como la Estela de Zakkur.

## Historia

Reinos arameos en el siglo IX a. C.

No mucho es conocido sobre Zakkur. Es mencionado por primera vez en fuentes asirias en el 808 a. C., durante el reinado de Adad-nirari III. Adad-nirari ordenó a su comandante Shamshi-ilu que mediara en la disputa de límites entre Zakkur y Atarshumki I de Arpad.

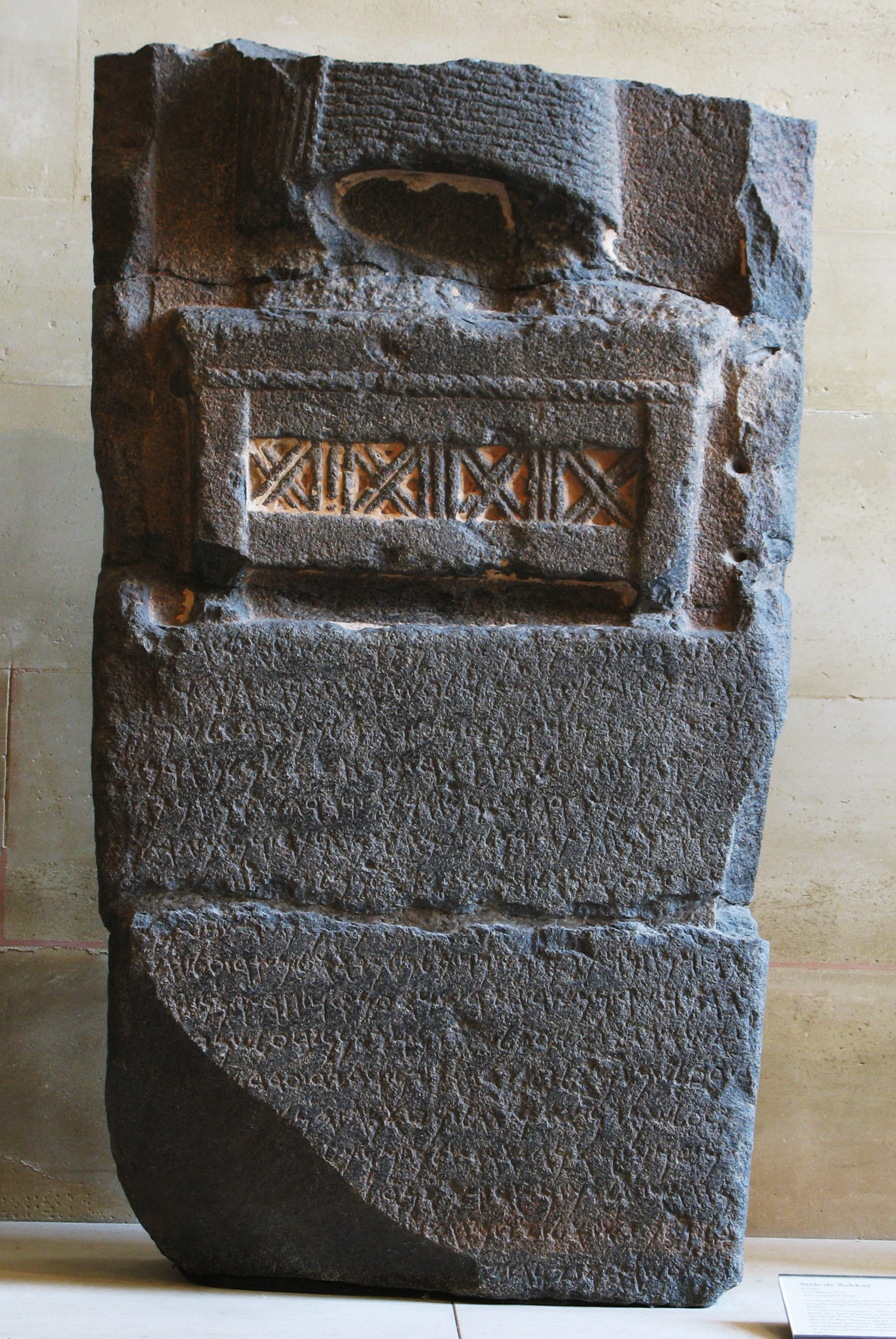
Estela de Zakkur en el Louvre

Zakkur parece haber sido oriundo de "Ana" (la cual podría referirse a la ciudad de Hana o Terqa) sobre el río Éufrates, que estaba bajo la influencia asiria.
Se cree que Zakkur fundó la dinastía aramea en la antigua ciudad de Hamath (hoy conocida como Hama). Algunos académicos lo consideran un usurpador, dado que, previamente, esta ciudad había sido gobernada por reyes con nombres luvios o neohititas.
Luhuti, estado sobre el cual Zakkur también llegó a reinar, es conocido principalmente por sus inscripciones asirias. A pesar de esto, las mismas describen Luhuti como un país con muchas ciudades y tropas.
La capital de Luhuti era la ciudad de "Hazrik" (actual Tell Afis, en la región de Idlib, y conocida como Hatarikka por los asirios), ubicada a unos 45 km al sur de Aleppo. Este es el lugar donde su estela fue encontrada.
Luhuti fue incorporada a Hamath alrededor del 796 a. C.; formando la provincia norte del reino.

### Eventos descritos en la estela
Zakkur fue sitiado en Tell Afis por una coalición de reyes sirios instigados por Ben-Hadad III de Aram-Damasco, y liderados por el rey de Bit Agusi. Zakkur sobrevivió al sitio y conmemoró este evento encargando la estela en cuestión.